# گلادزور
گلادزور (به ارمنی: Գլաձոր) یک روستا در ارمنستان است که در استان وایوتس‌جور واقع شده‌است.  در  کیلومتری شمال یغگنادزور، مرکز استان وایوتس‌جور واقع شده است.
روستای گلادزور در شمال یگغنادزور (مرکز استان وایوتس‌جور) قرار دارد که تا سال ۱۹۴۶ اُرتاکند (Օրթաքենդ ) نامیده می‌شد.
گفته می‌شود که باشندگان آن روستا در سال ۱۸۳۰ میلادی از خوی و سلماس مهاجرت کرده‌اند

## خصوصیات
گلادزور  ۲٬۲۵۹ نفر جمعیت دارد و در ارتفاع  متر بالاتر از سطح دریا قرار گرفته است.